# Vicia dissitifolia
Vicia dissitifolia là một loài thực vật có hoa trong họ Đậu. Loài này được (Nutt.) Rydb. miêu tả khoa học đầu tiên năm 1906.